# Assal al-Ward
Pour les articles homonymes, voir Assal.
Assal al-Ward (en arabe : عسال الورد, également orthographié Asal el-Ward), est une petite ville du sud de la Syrie, rattachée administrativement au gouvernorat de Rif Dimachq et située à 40 kilomètres au nord-est de la ville de Damas, près de la frontière libanaise. Elle est bordée par les localités d'Hala, Hosh Arab et al-Qutayfah au sud-est, et par Rankous, Saidnaya, Douma ainsi que al-Tawani au sud. Selon le Bureau central syrien des statistiques, Assal al-Ward avait une population de 5 812 habitants lors du recensement de 2004. La ville est également le centre administratif du nahié d'Assal al-Ward, qui est composé de trois villes pour une population totale de 8 766 habitants. Les habitants de la ville d'Assal al-Ward sont principalement des musulmans sunnites.

## Histoire
Assal al-Ward signifie « les fabricants de roses » en arabe ; en effet, le village était célèbre pour ses fleuristes. Les plantes produites à Assal al-Ward étaient livrés aux fabricants d'attar de la ville de Damas. Cependant, le pâturage excessif à Assal al-Ward a réduit considérablement la production annuelle de fleurs dans le village : cette dernière est passée d'entre 60 et 70 kantars (en) (soit entre 3 000 et 3 500 kilogrammes) à peine plus d'un kantar (soit une cinquantaine de kilogrammes) à la fin du XIXe siècle. Au début des années 1870, le village est décrit comme un endroit aisé de population entièrement chaféiste. La milice armée du village possédait environ 250 pistolets et était dirigée par un chef local, du nom de Shaykh Salih. Les habitants du village étaient connus pour leur hospitalité, leur intelligence et leur envie de combattre.
En 1874, la ville est visitée par le géographe britannique Richard Francis Burton et affirme que les habitants de la ville sont riches. Dans son Quarterly Statement publié en 1892, la Palestine Exploration Fund décrit Assal al-Ward comme un « village de quelques centaines d'habitants » et une source d'eau fraîche.

## Géographie
Assal al-Ward se trouve sur un haut plateau débutant à 1 600 m d'altitude entre le Qalamoun et l'Anti-Liban. Le bassin hydrologique d'Assal al-Ward, datant des périodes Tertiaire et Quaternaire, est alimenté par plusieurs sources, et s'écoule vers le nord en direction des villes de Jayroud et d'An-Nabk. La zone forestière de la région comprend essentiellement des genévriers grecs, qui se développent entre 1 880 et 2 200 mètres d'altitude,.